# Tania Verstak
Tania Verstak (sinh 20 tháng 11 năm 1940) là hoa hậu Australia 1961 và Hoa hậu Quốc tế 1962.

## Xuất thân
Tania được sinh ra ở Thiên Tân, Trung Quốc. Cha mẹ là cặp đôi người Nga Vladimir and Valentina Verstak. Gia đình Tania nhập cảnh vào Australia khi bà được 10 tuổi và định cư ở Manly, New South Wales.

## Sự nghiệp và hình ảnh công cộng
Năm 1961, Tania trở thành người nhập cư đầu tiên giành được danh hiệu hoa hậu Australia. Chiến thắng trong cuộc thi cấp quốc gia của Tania tuy được xem là không đáng kể nhưng cũng đã góp phần nào đó trong vấn đề phát triển bình đẳng giới ở Australia vốn chịu ảnh hưởng của Châu Âu thời điểm đó.
Bà đại diện nước nhà tham dự cuộc thi Hoa hậu Quốc tế 1962 được tổ chức ở Long Beach California, Hoa Kỳ và giành được vương miện. Việc Tania đăng quang trong một cuộc thi nhan sắc tầm cỡ thế giới lúc bấy giờ đã đưa bà trở thành hình ảnh tiêu biểu của phụ nữ Australia cũng như đất nước Australia với tư cách một quốc gia tiến bộ  dù bà được coi là người nhập cư cách lúc đấy chưa lâu.
Một điểm đáng lưu ý nữa, trang phục truyền thống Tania trình diễn tại cuộc thi vừa kể trên cũng tạo nên bước ngoặt mới. Trong khi các thí sinh của Australia thường mặc những trang phục của Anh Quốc trong phần thi này thì bà mặc một bộ váy được trang trí bởi những bông hoa dại thường thấy ở Australia và cầm trên tay một cái ô vàng. Điều này đã phổ biển hình ảnh một Australia mới, không còn phụ thuộc vào Vương quốc Anh nữa.
Taina kết hôn với doanh nhân Peter Young ở Perth. Con gái bà là nữ diễn viên Nina Young.